# 孟傳金
孟傳金，字臚卿，號祿清，直隶高阳县良村人，清朝政治人物、进士出身。

## 生平
道光二十五年（1845年），登乙巳恩科进士，授监察御史。咸丰八年，举报戊午科场案。